# Chronogaster gracilis
Chronogaster gracilis är en rundmaskart som beskrevs av Nathan Augustus Cobb 1913. Chronogaster gracilis ingår i släktet Chronogaster och familjen Leptolaimidae. Inga underarter finns listade i Catalogue of Life.